# الانتساب قبل الزواج وبعده
الانتساب قبل الزواج وبعده حِين يتخذ شخص -عادة وفي العديد من الثقافات تكون المرأة- اِسم عائلة الزوج/الزوجة، فإن هذا الاسم يحل محل اللقب الذي ورثه الشخص عند ميلاده، ويطلق على هذا الاسم الجديد؛ اسم الزواج (كما يستخدم مصطلح لقب الميلاد كبديل محايد جنسيا أو ذكورياً لمصطلح اسم الزوجة) في حين أن الاسم الزوجي هو اسم عائلة أو لقب يعتمده الشخص عند الزواج.
تتطلب بعض الولايات القضائية اِتِّخاذ إجراءات قانونية عند تغيير اسم الشخص، في حين تسمح بعض الولايات القضائية الأخرى بتغيير اسم أي شخص يتزوج أو يطلق دون أي إجراء قانوني. فبسبب زيادة الاحتياجات الأمنية فيما يخص تحديد الهوية، نادراً ما يتم قبول تطبيق القانون العام إلا عند الزواج -خاصة بالنسبة للنساء- حتى في الأماكن التي يعتبر فيها ذلك قانونيا. في الغرب الناطق باللغة الإنجليزية، لا تفعل ذلك عادة سوى النساء، ولكن في حالات نادرة قد يغير الرجال أيضاً أسمائهم الأخيرة عند الزواج.
في الولايات المتحدة، تسمح ثماني ولايات فقط بتغيير اسم الرجل كجزء من عملية الزواج، وفي بعض الولايات الأخرى يمكن تقديم اِلتِماس إلى المحكمة أو استخدام القانون العام في الأماكن التي لا يُحظر فيها (على الرغم من عدم اعتراف الوكالات الحكومية أحيانًا بهذا الإجراء للرجال). وبسبب الانتشار الواسع لتغييرهم اسمائهم عند الزواج، تواجه النساء صعوبة لا تذكر في تطبيق طريقة القانون العام في الزواج في تلك الولايات القضائية التي تسمح بذلك.

## عادات مرتبطة بتغيير الاسم عند الزواج
يشير اسم المولود، واسم العائلة، واللقب، واسم الزواج، إلى الألقاب الأبوية ما لم يتم وصفها صراحة بأنها تشير إلى الألقاب الأمومية.

## تغيير الاسم في كندا
في معظم كندا، يجوز لأي من الزوجين أن يتخذ بشكل غير رسمي اسم عائلة الزوج بعد الزواج، طالما أنه ليس لأغراض الغش. وينطبق الشيء نفسه على الناس في علاقات القانون العام في بعض المقاطعات. لا يعتبر هذا تغييرًا قانونيًا في معظم المقاطعات، باستثناء مقاطعة كولومبيا البريطانية. يمكن للكنديين أيضًا أن يتخذوا لقب شريكهم إذا كانوا في علاقة قانونية من أجل بعض الأغراض الفيدرالية، مثل جواز السفر. وفي مقاطعة كولومبيا البريطانية، يتعين على الناس تغيير الاسم قانونياً إذا أرادوا استخدام اسم العائلة بعد الزواج وتعتبر شهادة زواجهم دليلاً على اسمهم الجديد. كانت العادة في كويبيك مماثلة لتلك التي كانت في فرنسا حتى عام 1981. حيث كانت النساء تتعامل عادة بلقب عائلة أزواجهن في الحياة اليومية، مع بقاء اسم الميلاد هو الاسم القانوني. منذ إقرار قانون المقاطعة لعام 1981 الذي يرمي إلى تعزيز المساواة بين الجنسين على النحو المبين في ميثاق حقوق الإنسان في كويبيك، لا يجوز إجراء أي تغيير على اسم الشخص دون الحصول على إذن من السجل المدني أو تصريح من المحكمة. لذلك يجب على المتزوجين الذين يرغبون في تغيير أسمائهم عند الزواج أن يخضعوا لنفس الإجراءات التي يخضع لها من يغيرون اسماءهم لأسباب أخرى. قد يقر مسجل الحالة المدنية تغيير الاسم إذا كان:
- الاسم الذي يستخدمه الشخص بشكل عام لا يتوافق مع الاسم الموجود في شهادة ميلاده.
- الاسم من أصل أجنبي أو من الصعب جدًا نطقه أو كتابته في شكله الأصلي.
- اسم يدعو للسخرية أو أصبح سيئ السمعة. لذلك لا يجيز هذا القانون للمرأة أن تغير اسمها فور زواجها، لأن الزواج غير مدرج ضمن أسباب تغيير الاسم.

### الناطقين باللغة الإنجليزية في العالم
بالنسبة للعديد فإن قرار الاحتفاظ باسم الميلاد أو تغييره قرار صعب. يتم تسريع هذه العملية للمتزوجين حديثاً في شهادة الزواج، إلى جانب التعريف باستخدام أسمائهم بعد الزواج. وهذه العملية مقبولة عادة كدليل على التغيير  بسبب انتشار العرف، ولكن يتطلب هذا الاجراء التواصل مع جهات الاتصال المختلفة والطلب منها استخدام الاسم الجديد. إما إذا لم ينص النظام الأساسي الذي وقع فيه الزواج على أن تغيير الاسم قد يحدث عند الزواج (وفي هذه الحالة تشير شهادة الزواج إلى الاسم الجديد)، فإن المحاكم قد أقرت رسمياً بأن مثل هذا التغيير هو نتيجة لحق الشخص في القانون العام لحقوق الأفراد (رجل وامرأة وفي بعض الأحيان الطفل) في تغيير أسمائهم. ومع ذلك يواجه الرجال العديد من الصعوبات في تغيير الاسم الأخير الخاص بهم. كانت هناك بعض الحالات المبكرة التي تنص على أنه بموجب القانون العام، كان مطلوبا من امرأة (في الولايات المتحدة) أن تأخذ اسم زوجها، ولكن الحالات الحديثة رفضت ذلك. حيث قالت أنه لا يتعين على النساء تغيير أسمائهن بموجب  القانون.

#### اختيارات عامة

##### استخدام اسم عائلة الزوج
قديما كان من المفترض في إنجلترا أن تأخذ المرأة اسم عائلة زوجها  (أو اللقب) بعد الزواج، وهي عادة ما تكون مضطرة للقيام بذلك  تبعاً لقوانين المملكة المتحدة. لا تزال هذه الممارسة شائعة في المملكة المتحدة هذه الأيام وكذلك في البلدان التي يُطبق بها القانون البريطاني والبلدان الناطقة باللغة الإنجليزية، بما في ذلك أستراليا ونيوزيلندا وباكستان وجبل طارق وجزر فوكلاند وأيرلندا والهند والفلبين والمقاطعات الناطقة باللغة الإنجليزية في كندا والولايات المتحدة. في بعض المجتمعات المحلية في الهند فإن الزوجات والأطفال يحصلون على الاسم الأول أو الاسم الأصولي للأب وعادةً ما تقدم اختلافات مثيرة للاهتمام لتبني اسم بما في ذلك اعتماد اسم العائلة. وعلي سبيل المثال، في ولاية ماساتشوستس في عام 2004م أصدرت جامعة هارفارد دراسة بأن حوالي87% من النساء المتزوجات المتعلمات يأخذن أسماء ازواجهن. في حيث ارتفعت هذه الدراسة إلى أكثر من 90% قبل عام 1975، وإلى حوالي 80% في عام 1990. وجدت الدراسة أن النساء مع درجة جامعية «مرتين إلى أربع مرات (اعتمادا على العمر) أكثر احتفاظاً باسمهم» نسبة إلى تلك اللواتي بدون شهادة جامعية.
لم تغيّر النساء المتزوجات ألقابهن في الأراضي المنخفضة في إسكتلندا في القرن السادس عشر، لكن ممارسة تغيير الاسم إلى اسم عائلة الزوج هي القاعدة في يومنا هذا.
وعادة الأطفال من هذه الزيجات يتم إعطائهم لقب الأب. في حين أن بعض الأسر لديها عادة استخدام الاسم الأوسط للأم لأحد الأطفال، فرانكلين ديلانو روزفلت تلقى اسمه الأوسط من خلال هذه الطريقة أو حتى الاسم الأول. تلقى. سبايسارد هولاند، وهو حاكم سابق لولاية فلوريدا في الولايات المتحدة، وسناتور أمريكي سابق، اسمه الأول بهذه الطريقة حيث كان الاسم الأوسط لوالدته فيرجينيا سباسارد.

##### الإبقاء علىاسم الولادة
الأشخاص الذين يحافظون على لقبهم الخاص بعد الزواج يفعلون ذلك لعدد من الأسباب. الاعتراض على عدم المساواة في التقاليد هو أحد الأسباب الرئيسية. بعض الناس هم آخر الأشخاص في العائلة بهذا اللقب. البعض الآخر لا يريد أن يكلف نفسه عناء تغيير الأوراق. ومن الأسباب الشائعة للحفاظ على اسم المولود الخاص بهم عدم الرغبة في فقدان هويتهم، وتفضيل أسمائهم الأخيرة إلى اسم العائلة الأخير، والخوف من التداعيات المهنية.
قامت المنادية بمنح المرأة حق الاقتراع الأمريكية لوسي ستون (1818-1893) بتقديم قضية وطنية عن حقها بالاحتفاظ باللقب الخاص بها كجزء من جهودها من أجل حقوق المرأة في الولايات المتحدة. بسببها، أطلق على النساء اللواتي اخترن عدم استخدام اسم عائلة زوجها «لوسي ستونرز».

##### انضمام كلا الاسمين (الواصلة)
يعد دمج اسم كلا الزوجين مع اسمهم في الميلاد أمر غير شائع خاصة في الولايات المتحدة الأمريكية وكندا. يوافق حوالي 7% من النساء الأمريكيات الواصلات دمج اسمهم مع اسم الزوج عند الزواج.

##### مزج الاسم
على الرغم من أنه أقل شيوعًا من اسم الانضمام، إلا أن هناك اتجاهًا متزايدًا هو مزج عقدتي الزواج بالاسم. مثال على ذلك هي (داون اوبورتر)التي مزجت اسم زوجها مع لقبها الخاص.

##### اسم الميلاد كاسم أوسط
والأمثلة على ذلك تتضمن هيلاري رودهام كلينتون وكيم كارداشيان ويست.

### الأطفال

#### فيالولايات المتحدة
بعض الولايات أو المناطق لديها قوانين تقيد ما هو اللقب الذي قد يكون لدى الطفل. على سبيل المثال، تمنح ولاية تينيسي الطفل لقبًا لا يشمل لقب الأب فقط على «التقديم المتزامن للتطبيق المحلف بهذا المعنى الذي وقعه كلا الوالدين».

#### الوضع القانوني لتغيير الاسم عند الزواج
في عام 2007، قام مايكل بوداي وديانا بيجون بتجنيد الاتحاد الأمريكي للحريات المدنية وقدموا دعوى تمييز ضد ولاية كاليفورنيا. ووفقاً لاتحاد الحريات المدنية الأمريكي، فإن العقبات التي تواجه الزوج الذي يرغب في تبني آخر اسم زوجته تنتهك بند الحماية المتساوية الذي ينص عليه التعديل الرابع عشر للدستور. في وقت رفع الدعوى القضائية، سمحت ولايات جورجيا وهاواي وأيوا وماساتشوستس ونيويورك وداكوتا الشمالية فقط للرجل بتغيير اسمه من خلال الزواج بنفس السهولة التي تتمتع بها المرأة. ونتيجة للدعوى، صدر قانون المساواة في الاسم لعام 2007 للسماح لأي من الزوجين بتغيير اسمهما، وذلك باستخدام ترخيص الزواج كوسيلة للتغيير؛ وقد بدأ سريان هذا القانون في عام 2009. في عام 2013، نجح رجل من ولاية فلوريدا في إجبار دائرة السيارات في فلوريدا على قبول قراره في أخذ اسم زوجته الأخير.

#### النسوية والحفاظ على الاسم الشخصي
كتبت جين غرانت، المؤسس المشارك لـ (نيو يورك، في عام 1943) عن جهودها للحفاظ على اسمها على الرغم من زواجها، بالإضافة إلى تجارب النساء الأخريات في الخدمة العسكرية وجوازات السفر والتصويت والأعمال. وشكلت هي وآخرون رابطة (لوسي ستون) التي سميت باسم لوسي ستون، التي كانت قد فازت في وقت سابق بكفاحها للحفاظ على اسمها. «نحن في الرابطة، جعلنا أنفسنا متكدرين تماما». نتيجة القضايا القانونية، والاجتماعات الجماهيرية، والتوقيع على الفنادق علناً، والذهاب إلى واشنطن العاصمة.

#### استخدم كسؤال أمان
لقد كان الاسم الخاص بالأم أحد الأسئلة الأمنية الشائعة في الأعمال المصرفية الأمريكية منذ الثمانينيات على الأقل.

## تغيير الاسم في فرنسا
منذ ثورة 1789، ينص القانون على أنه «لا يجوز لأحد استخدام اسم آخر غير الاسم الوارد في شهادة ميلاده». في الفترة من 4 مارس/آذار 2002 إلى 4 ديسمبر/كانون الأول 2009، كان على الأطفال الذين أعطوا أسماء الوالدين أن يتم فصلهم عن بعضهم بواسطة شرطة مزدوجة (مثلا: دابونت-كلاريمونت). في 4 ديسمبر 2009، أصدر مجلس الدولة أنه يمكن استخدام مساحة بدلاً من الشرطة المزدوجة. نتيجة لذلك، النماذج التي تطلب اسم العائلة ("nom de famille") يتم كتابة ذلك على خطين ("الجزء الأول:....."، "الجزء الثاني....").

## تغيير الاسم في ألمانيا
في ألمانيا، يحكم قانون الأسماء المساواة الجنسية منذ عام 1977 حيث جاء فيه: يجوز للمرأة أن تتبنى اسم عائلة زوجها أو قد يتبنى الرجل لقب زوجته. قد يستخدم أحدهم اسمًا مدمجًا من كل من الألقاب. الاسم الوحيد المتبقي هو "اسم العائلة"(Ehename)، والذي سيكون لقب الأطفال. إذا قرر رجل وامرأة الاحتفاظ بأسماء المواليد الخاصة بهم واستخدامها بعد الزفاف (بدون اسم مشترك)، فعليهم الإعلان عن أحد هذه الأسماء "اسم العائلة". الاسم المشترك غير ممكن الاستخدام كاسم عائلة، ولكن منذ عام 2005، كان من المحتمل أن يكون له اسم مزدوج كاسم عائلة، إذا كان هناك اسم مزدوج بالفعل، وكان الشريك يستخدم هذا الاسم. يجب أن تكون الأسماء المزدوجة واصلة. ويجب على جميع أفراد العائلة استخدام هذا الاسم المزدوج.

## تغيير الاسم في النمسا
في النمسا، منذ الأول من نيسان/أبريل 2013، لا يغير الزواج تلقائياً اسم المرأة؛ لذلك لا يمكن تغيير الاسم إلا عند التطبيق القانوني. قبل هذا التاريخ، كان الوضع عكس ذلك: تم تغيير اسم المرأة المتزوجة إلى اسم زوجها، ما لم تكن قد طبقت بشكل قانوني على عدم الانسحاب من الوضع الافتراضي.

## تغيير الاسم في اليونان
منذ عام 1983، عندما اعتمدت اليونان قانون الزواج الجديد الذي يضمن المساواة بين الجنسين بين الزوجين، يجب على النساء في اليونان الاحتفاظ بالأسماء التي ولدو بها طوال حياتهن.

## تغيير الاسم في تركيا
منذ عام 2014، يُسمح للنساء في تركيا بالاحتفاظ بأسماء ميلادهن بمفردهن طوال حياتهن بدلاً من استخدام أسماء أزواجهن. وقبل هذه القضية، كان القانون المدني التركي والمادة 187 تنص على أن تحصل المرأة المتزوجة بشكل إجباري على لقب زوجها بعد الزواج؛ أو غير ذلك، لاستخدام اسم ولادتها أمام اسم زوجها من خلال تقديم طلب خطي إلى موظف الزواج أو مكتب السجل المدني. في عام 2014، قضت المحكمة الدستورية بأن منع المرأة المتزوجة من الاحتفاظ بأسماء ميلادها الحقيقي هو انتهاك لحقوقها.

## إيطاليا
يحتفظ الزوجان بألقابهما الأصلية. ووفقاً للقانون المدني الإيطالي (المادة 143 مكرر)، فإن المرأة التي تتزوج تحافظ على اسم عائلتها ولديها خيار إضافة لقب زوجها بعد لقبها. إن المواطنين غير الإيطاليين الذين يتزوجون في إيطاليا لن يتم تغيير لقبهم في إيطاليا. ومع ذلك، يمكن للعرائس أو العرسان أن يطلبوا تغيير لقبهم في بلدهم الأصلي.

## هولندا
في هولندا، يظل الأشخاص الذين تزوجوا في هولندا أو دخلوا في شراكة مسجلة مسجلين تحت اسم ولادتهم. ومع ذلك، يُسمح لهم باستخدام الاسم الأخير لشريكهم لأغراض اجتماعية أو الانضمام إلى كلا الاسمين. عند الزواج أو الشراكة المسجلة، قد يختار المرء لقبه من خلال التسجيل الذي يختاره في إدارة أساس البلديات (إدارة قواعد الجيمنة)، (على الرغم من أن اسم ولادتهم لا يتغير). قد يختار المرء أن يطلق عليه اسمه الخاص، واسم شريكه، واسمه الخاص، يليه اسم الشريك (خط صغير يصل الاسمين) أو اسم الشريك متبوعًا باسمه الخاص (خط صغير يصل الاسمين أيضاً). يجوز لكل من الرجال والنساء اتخاذ هذا الخيار عند التسجيل للزواج أو الدخول في شراكة مسجلة. عند نهاية الزواج أو الشراكة المسجلة، يمكن لشخص واحد أن يستمر في استخدام اللقب الأخير لشريكه السابق ما لم يوافق الشريك السابق ويطلب من المحكمة منع استخدام لقب الشريك السابق.
مع ذلك، في حين أنه لا يمكن معالجة التغييرات التي تطرأ على الأسماء بسبب الزيجات التي تتم في هولندا، فمن المؤكد أنه من الممكن في هولندا معالجة تغييرات الأسماء بسبب الزيجات التي تتم خارج هولندا، بشرط استيفاء شروط معينة.
هذه الشروط هي أن يكون الزواج مسجلاً في الخارج، ويجب طلب تغيير الاسم في الخارج في نفس تاريخ الزواج، ويجب تسجيل الاسم المتغير في الخارج على شهادة وفقًا للقواعد المحلية للبلد الأجنبي والزواج وتغيير الاسم بالإضافة إلى إثبات الطلب من تاريخ الزواج يجب إضفاء الشرعية عليه بإرساله إلى القنصلية الهولندية أو البلدية الهولندية عند عودته إلى هولندا.
ينبع هذا من حقيقة أن الزيجات الدولية ليست بالضرورة يحكمها القانون الهولندي ولكن عن طريق القانون الدولي الخاص التي تم تدوينه في هولندا في «العامي القانون كتاب (Burgerlijke Wetboek)» كتاب رقم 10، القانون الدولي الخاص، العنوان 2 - اسم المادة 24 التي يمكن العثور عليها على الإنترنت.
وقبل ولادة الطفل الأول أو تبنيه، يجب علي الوالدين تحديد اللقب الذي سيحمله الطفل (الأب أو الأم وليس كلاهما). وإذا لم يتم الاختيار، فسيحمل الطفل لقب والده تلقائيا. كما أن الأطفال الأخرين سيحملون نفس هذا اللقب. ولكن إن لم يكن والدا الطفل متزوجين، فسيحصل الأطفال تلقائيًا على اسم والدتهم ما لم يرد خلاف ذلك.

## روسيا
وفي روسيا هناك عادة منتشرة، وإن لم تكن عالمية، بأن تحمل الزوجة اسم عائلة الزوج. وبما أن روسيا ليست دولة قانون عام، فإن أي تغيير في الاسم يتطلب إجراءً رسمياً يشمل طلبًا رسميًا إلى الأحوال المدنية. حيث يقوم المسجل بتسجيل الزيجات، فغالباً ما تتم هذه الإجراءات أثناء الزواج، وفقاً للقانون الاتحادي رقم  143-FZ «بشأن قوانين الدولة المدنية». وهناك خيار واحد لاسم العائلة في شهادة الزواج، وإلا فكلا الزوجين يحتفظان بلقبهما الأصلي. ومع ذلك، فإن القانون محايد نوعًا ما بين الجنسين، وقد يتبنى الزوجان ألقابهما (ولكن تبني الزوج لاسم عائلة زوجته أمر غير شائع، كما أنه لم يسمع من قبل عن القيام بذلك، ولكنه مقبول عمومًا فهو لا يحمل إلا القليل من الوصمة الاجتماعية)، أو من الممكن حتي أن تكون ألقاب مختلفة تماماً. كما يعترف القانون بحق الزوجين في استخدام الاسم العائلي المشترك، في حين يتيح أيضاً إلى أي من الزوجين استعادة لقبه الأصلي في حالة حل الزواج.

### الناطقين باللغة الإسبانية في العالم
يحتفظ الزوجان بألقابهما الأصلية. وباتباع تقاليد التسمية في إسبانيا، يتكون اسم الشخص من اسم شخصي (بسيط أو مركب) يتبعه اسم عائلة الأب والأم (لقب العائلات)، (باستثناء الأرجنتين، حيث الأغنياء فقط يستخدمون ذلك كرمز للحالة). وبالتالي فإن الأطفال التي سيحصل عليها الزوجان ستحمل اللقب الأول لكل منهما. فمثلا إذا كان «خوسيه غوميز هيفيا» و«ماريا رييس غارسيا» قد أنجبا طفلاً يدعى «أندريس»، فإن اسمه سيكون «أندريس غوميز رييس.» وفي إسبانيا  يسمح تعديل 1995 في القانون للوالدين باختيار ما إذا كان لقب الوالد أو الأم هو الأول، وهذا الأمر يجب أن يكون هو نفسه لجميع أطفالهم. على سبيل المثال، يمكن تسمية اسم ابن الزوجين في المثال أعلاه سواء كان «أندريس غوميز رييس» أو «أندريس رييس غوميز».
ومن المعتاد في بعض البلدان الإسبانية الأمريكية أن تضيف المرأة بشكل غير رسمي أول لقب للزوج بعد اسمها، لأغراض اجتماعية مثل رسائل الدعوة أو إعلانات المناسبات. وقد يقدم الزوجان نفسيهما كخوسيه غوميز هيفيا وماريا رييس دي غوميز.

## الفلبين
ويتيح القانون المدني الفلبيني للمرأة المتزوجة عدة اختيارات بشأن اللقب الذي ستحمله عند الزواج, فالمرأة المتزوجة يمكنها:
- الاحتفاظ باسمها الأوسط (اللقب الأمومي) وأضافة لقب زوجها إلى اسم العائلة (على سبيل المثال ماريا إيزابيلا فلوريس غارسيا-ديماكولانغان/ما. إيزابيلا إف. غارسيا-ديماكولانغان)
- أخذ اسم الزوج وجعل اسمها قبل الزواج الاسم الأوسط (ماريا إيزابيلا غارسيا ديماكولانغان/ما. إيزابيلا G. ديماكولانغان)
- أخذ الاسم الكامل للزوج، ولكن يستخدم اختصار يشير إلى أنها زوجته (على سبيل المثال السيدة. ديماكولانغان)

وهناك بديل آخر حيث يمكن للمرأة الاحتفاظ بأول اسم لها بعد الزواج، حيث لا يوجد قانون فلبيني يتطلب من المرأة أن تأخذ لقب زوجها عند الزواج.
وينص القانون المدني أيضاً على أن الأطفال سيأخذون الاسم الأوسط للأم (لقب العائلة) ولقب الوالد. لتوضيح ذلك، فإن أولاد الزوجين ماريا خوسيه لوبيز مانجيو-لوانسينغ وخوان كانديدو لوانسينغ سيأخذون الاسم الأوسط مانجيو ولانسينج، لذلك، سيطلق علي ابنه تحمل اسم جوليانا اسم جوليانا مانجيو لوانسينغ.
يظل اسم المرأة المتزوجة في الأوساط المهنية (مثل غلوريا ماكاباغال أرويو، أنا كورينا سانشيز روكسس ‏، فيلما سانتوس-الصفحة اليمنى ‏) عادة كما هو قبل الزواج أو ينسب إلى لقب زواجها في كل من المجال المهني والقانوني (على سبيل المثال ماريا إيزابيل فلوريس غارسيا-ديماكولانغان. ما. إيزابيلا إف.غارسيا-ديماكولانغان). وهذا يتيح معرفة أنهم متزوجون، وتتبع إنجازاتهم المهنية دون أن تحمل أسمائهم لقب شخص آخر (على سبيل المثال، ماريا إيزابيلا فلوريس غارسيا / ما. إيزابيلا إف. غارسيا، مقابل ماريا إيزابيلا غارسيا ديماكولانغان / ما. إيزابيلا ج. ديماكولانغان)
وهناك مخطط أقدم يقوم بإضافة المقطع دى بين لقب ما قبل الزواج ولقب ما بعد الزواج معتمدا على تقاليد التسمية في إسبانيا (مثل ماريا إيزابيلا غارسيا دي ديماكولانغان أو إيزابيلا دي ديماكولانغان)، ولكن هذا التقليد لم يعد شائعا.

### تايوان
التايوانية النساء عموما الحفاظ على الألقاب بعد الزواج في حين أن أطفالهم قد يرثون إما الأب أو الأم. غير أنه من القانوني أن يأخذ الزوج اللقب. بعض كبار السن المرأة لقب زوجها إضافة إلى ملكهم، كما كان شائعا في أوائل إلى منتصف القرن 20.

### تايلاند
يمكن للزوجة التايلاندية أن تعتمد على لقب زوجها, وذلك بسبب القانون القديم الذي كان يتطلب هذا، ويمكن أيضاً أن تغير ذلك مستخدمةً لقبها الأصلي.

### اليابان
لا يعترف قانون اليابان بالأزواج الذين لديهم لقب مختلف كزوج وزوجة شرعيين، مما يعني أن 96% من النساء اليابانيات المتزوجات يأخذن لقب أزواجهن. في عام 2015، المحكمة العليا اليابانية قانون تغيير الاسم، قائلة أنه غير مخالف للدستور، مشيرة إلى أن النساء يمكن أن يستخدمن أسماء ما قبل الزواج بشكل غير رسمي، وذكرت أنه كان على البرلمانيين أن يقرروا ما إذا كان سيتم إصدار تشريع جديد بشأن فصل أسماء الزوجين.

## الصين
تحتفظ المرأة المتزوجة عادة باسمها دون تغيير، وبدون تبني لقب زوجها. ويرث الطفل لقب والده. هذا لا يزال هو القاعدة في الصين القارية، على الرغم من أن قانون الزواج ينص صراحة على أن الطفل قد يستخدم لقب أحد الوالدين. ومن الشائع أيضًا أن يأخذ طفلان مولودان من نفس الوالدين ألقاب مختلفة، أحدهما يأخذ لقب الأب والآخر يأخذ لقب الأم. ومن الممكن أيضًا أن يجمع الطفل بين كنيتي الوالدين ولكن ذلك أقل شيوعا في الصين. بسبب التأثير الغربي، تبنت بعض المناطق في الصين الكبرى، مثل هونغ كونغ وماكاو، تقاليد تغيير النساء لأسم عائلتهن، أو جمع لقب الزوج مع لقبهن.

## الأنساب
غالبًا ما يشير علماء الأنساب إلى جميع الألقاب التي يستخدمها أي شخص خلال فترة حياته، مثل تلك التي تم الحصول عليها من الوالدين عند الولادة، وتلك التي تم تعيينها بعد الولادة عندما يكون الأب مجهولًا أو غير معترف به، ويشيروا أيضا إلى ألقاب ما بعد الزواج، وتلك المكتسبة عند الزواج مرة أخرى. على سبيل المثال، فإن الطفل الذكر غير الشرعي الذي تم التخلي عنه عند الولادة في إيطاليا أو في دول أوروبية أخرى لن يحصل على لقب من أي من والديه، ولكن بدلاً من ذلك، يتم تعيين لقب له، غالباً ما يتم اختراعه من إحدى ممالك الطبيعة الثلاثة، مثل بيتر مقتبسة من المعادن وروسا من الخضراوات وأيضا من الحيوانات مثل ليونى أو حسب العرف في منطقة ما، مثل «اسبوزيتو» (بمعنى: مهجور) أو «كازا غراندي» التي تشير إلى «دومو ماجنا»، مثل مستشفى اوبسيزو وهي المكان الذي تم التخلي فيه عن الطفل.